# Mustelus mento
El tollo fino (nombre científico: Mustelus mento) es un tiburón de pequeño tamaño de la familia de los triáquidos. Fue descrito por Edward Cope en 1877.
Esta especie se encuentra en la categoría en peligro crítico de extinción (CR).

## Descripción
Su longitud máxima aproximada es de 130 centímetros. La parte superior de su cuerpo es de color gris con manchas, mientras que la inferior es más blanquecino.El tollo fino posee un cuerpo robusto, alargado y aplanado en la parte frontal. La cabeza y el hocico son cortos. Su color es gris-marrón oscuro en el dorso y blanco en el vientre, a veces con rayas oscuras cruzando el dorso y se pueden ver puntos blancos en el dorso y a los lados. Los juveniles menores de 35 cm tienen bandas oscuras. Las aletas dorsales están bien desarrolladas y no tienen espinas; la primera dorsal comienza justo por encima del borde posterior de la aleta pectoral, mientras que la segunda dorsal, un poco más pequeña, está adelante de la aleta anal. El cuerpo está cubierto de pequeños dientes dérmicos. La boca está en la parte inferior en forma de arco, con mandíbulas fuertes que tienen dientes en serie con tres puntas.

## Aspectos Reproductivos
En el caso de los machos alcanzan su madurez sexual a los 65-76 cm de longitud total (LT) y en cuanto a las hembras la alcanzan a los 86-90 cm LT, cuando nacen su talla es aproximadamante 30 cm LT. Su reproducción es vivípara placentaria, las hembras llegan a tener siete crías. 

## Alimentación
Esta especie de tiburones se alimenta de peces tales como las anchovetas, sardinas, jureles y merluza, incluso de cefalópodos y crustáceos.

## Distribución
Se distribuye en las plataformas continentales del Pacífico subtropical oriental, con una distribución geogragráfica que abarca desde aguas peruanas hasta chilenas.  Sin embargo, existen registros no confirmados de esta especie en Aysén, Magallanes, en las Islas Galápagos y en el archipiélago de Juan Fernandez. La presencia de esta especie es incierta en la costa Argentina.